# Акцизная марка

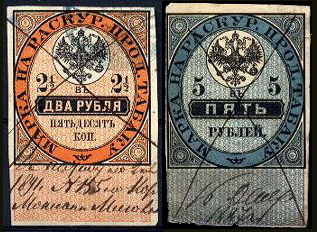
Российская империя: акцизные марки на табак (1871)

Акци́зные ма́рки, или акци́зные бандеро́ли, — вид фискальных марок для оплаты акцизного сбора на отдельные виды товаров, например, на вино и табак. Применение акцизных марок позволяет государству своевременно обнаруживать товары, не оплаченные акцизным сбором, а покупателю гарантирует качество и количество покупаемого товара. Выпускаются во многих странах.
В Российской империи и некоторых других странах применялись акцизные бандероли, напечатанные на узких длинных полосках тонкой, обычно папиросной, бумаги, которыми оклеивались упаковки (коробка, пачка) табака, папирос, сигарет или махорки.

## Описание
В случае использования акцизных бандеролей вскрыть упаковку можно, только разорвав бандероль. Сам термин «бандероль» происходит от французского слова banderole, обозначающего перевязь или полосу бумаги, ткани, жести и т. п., которыми оклеиваются ящики, пакеты или другие помещения каких-либо товаров.
Цель оклейки товара бандеролью двояка: это делается или для гарантирования от подделки или подмены произведений известной фабричной фирмы, или же для обеспечения того, что причитающаяся за этот предмет таможенная пошлина или акциз уплачены правительству.
В первом случае бандероль ранее называлась частной (предохранительной), и как форма её, так и содержание делавшейся на ней надписи вполне зависело от производителя товара, который мог представлять их в подлежащие присутственные места на утверждение наравне с так называемыми этикетами (этикетками) и фабричными клеймами.
Во втором же случае бандероли назывались казёнными, или правительственными, и форма, цвет и помещённые на них знаки и надписи устанавливались уполномоченным на то законом должностным лицом или правительственным учреждением.
Система взимания пошлин или акциза посредством приложения к товару бандеролей называлась бандерольной системой и значительно облегчала наблюдение над оплатой товаров подлежащими сборами. При этом нередко применялась система абонементов (фр. abonnement, нем. Abfindung), при которой каждый производитель обложенных акцизом товаров был обязан ежегодно закупать определенное количество бандеролей. Продажа и покупка товара, подлежавшего оклейке бандеролью, без бандеролей или с разорванными бандеролями подвергали виновных определённым в законе наказаниям.

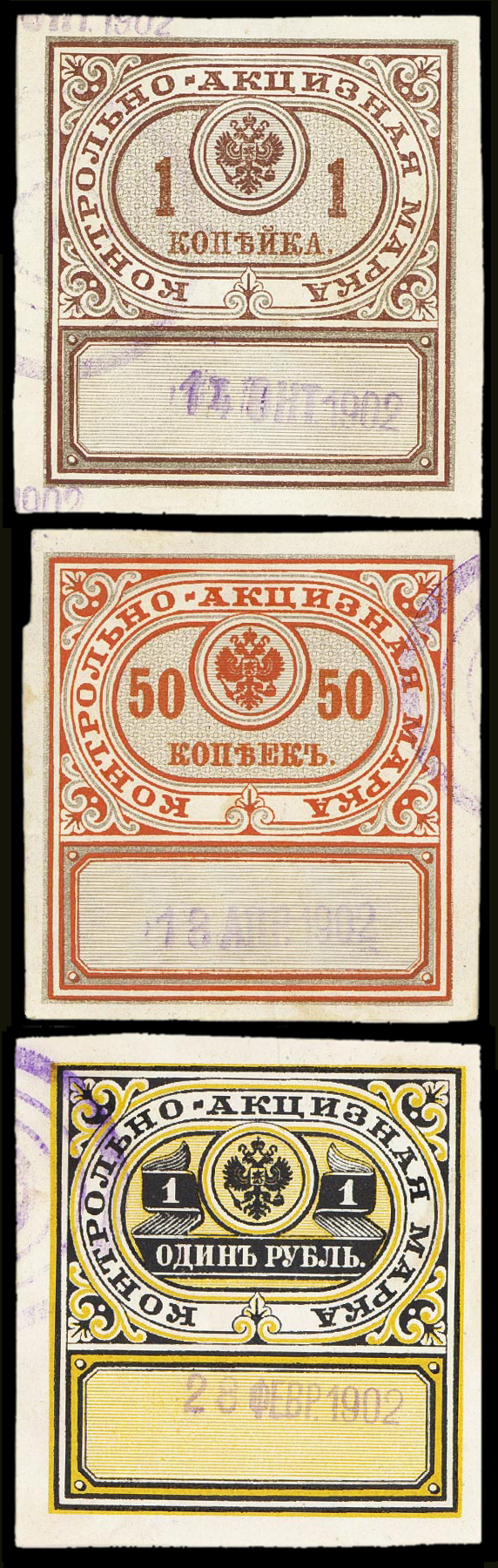
Российская империя: контрольно-акцизные марки на алкоголь (1890)

## Примеры по странам

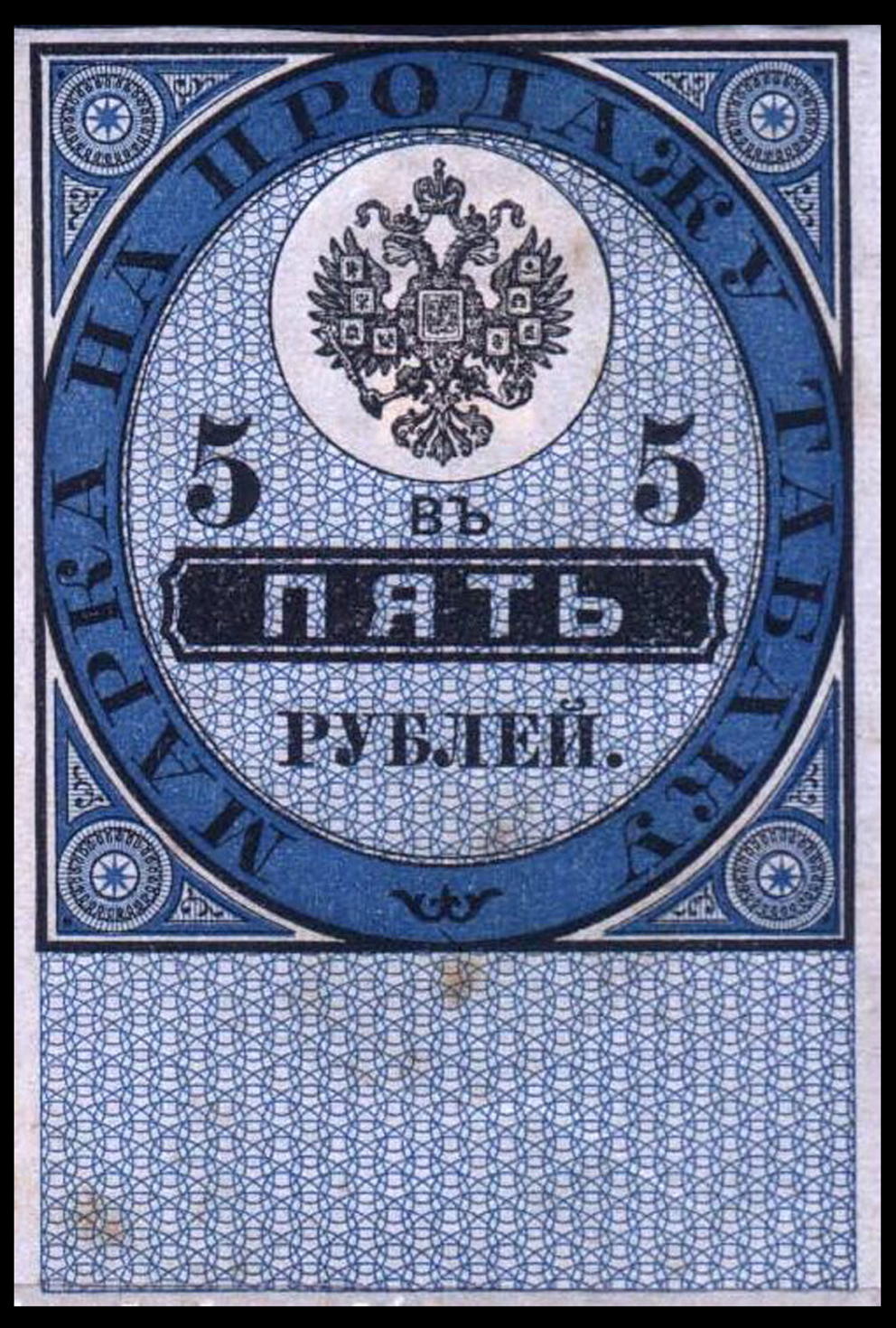
Российская империя: акцизная марка на продажу табака

### Российская империя
Акцизные марки появились в России, вероятно, в середине XIX века. Известна акцизная бандероль для папирос, датированная 1852 годом. Акцизные бандероли выпускались для алкогольных напитков, табачных изделий, спичек, пищевых дрожжей, чая и прочие. Так, марка «на раскур продаваемого табаку», выпускавшаяся в конце XIX века, использовалась при совершении коммерческих сделок при партионной купле-продаже табака.
В Российской империи бандерольная система применялась:
- к крепким напиткам, приготовленным внутри страны из оплаченного уже акцизом вина, а также к привозимым из-за границы в разлитом виде;
- к табачным изделиям
- спичкам.

При этом бандероли обязательно выбирались водочными, табачными и спичечными фабрикантами на определённую в законе сумму, причём допускалась рассрочка платежа и отпуск бандеролей в кредит, ограниченные указанными в законе условиями. По требованию акцизных управлений, в случае надобности, бандероли могли быть отпускаемы присутственным местам, учреждениям и должностным лицам как цельными листами, так и отдельными полосками в потребном каждый раз количестве.
Кроме выше приведённых предметов, оклейке бандеролью в Российской империи подлежали:
- рафинированный сахар, привезённый из-за границы в головах;
- игральные карты, в видах охранения принадлежащей правительству монополии;
- чай.

Установленная таможенная бандероль на чай имела большое значение для его потребителей, служа гарантией в его неподдельности.
Цвет, формы, знаки и надписи бандеролей, как и их размеры, устанавливались Министерством финансов Российской империи.

### СССР
В СССР в период нэпа выпускались акцизные бандероли для тех же видов товаров народного потребления, что и в Российской империи. Поначалу на старые бандероли ставили соответствующие надпечатки, затем появились выпуски оригинального дизайна. Известны также местные выпуски в некоторых регионах и республиках. Советские акцизные марки вышли из обращения в конце 1920-х годов с прекращением нэпа.

### Российская Федерация
В Российской Федерации акцизные марки были введены в обращение постановлением Правительства РФ от 14 апреля 1994 года «О введении на территории Российской Федерации марок акцизного сбора». Обязательной маркировке подлежали пищевой спирт, винно-водочные изделия, табак и табачные изделия, ввозимые на территорию России. Реализация подлежащих маркировке товаров без наличия на них марок акцизного сбора на территории России запрещена с 1 января 1995 года. Существует несколько выпусков акцизных марок Российской Федерации.

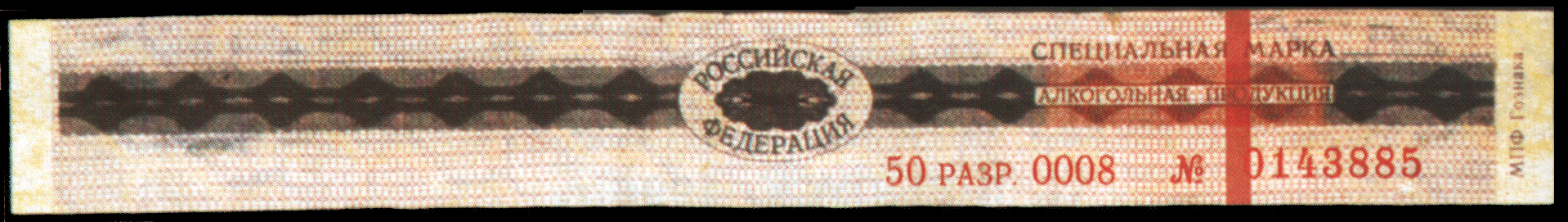
Россия: специальная марка образца 1997 года

### Украина

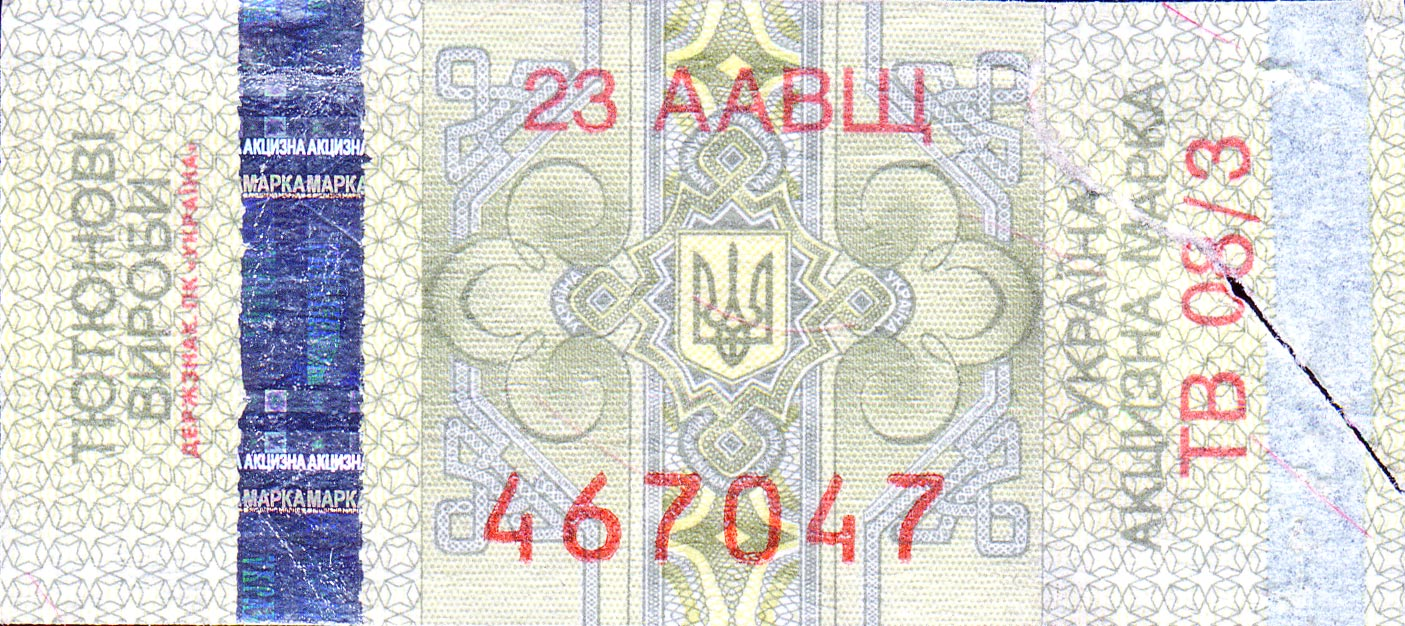
Украина: акцизные марки на табачные изделия образца 2008 года

На Украине акцизный сбор был утверждён Указом Президента Украины от 18 сентября 1995 года «Об утверждении акцизного сбора на алкогольные напитки и табачные изделия». 24 октября 1996 года вышло постановление Кабинета министров Украины «Об утверждении Положения о производстве, хранении, продаже марок акцизного сбора и маркирования алкогольных напитков и табачных изделий и порядка реализации или уничтожения конфискованных алкогольных напитков и табачных изделий», которое вводило в обращение на территории Украины акцизные марки.

### Другие страны
В Болгарии продажа акцизных бандеролей (болг. бандерол) осуществляется по предварительным заявкам территориальных налоговых подразделений, которые удовлетворяются в срок до 60 дней. Будучи единожды приобретённой, акцизная бандероль не может быть предметом последующих сделок (перепродажи), а неиспользованные наклейки возвращаются особым порядком в Министерство финансов. Продажа или задержка подакцизной продукции на складе без маркировки акцизными бандеролями незаконно и с точки зрения законодательства Республики Болгарии является административным правонарушением.
В некоторых странах, например, в США и Канаде, вместо акцизных бандеролей применяются марки, которыми заклеивается упаковка товара.

Примеры иностранных акцизных марок на алкоголь
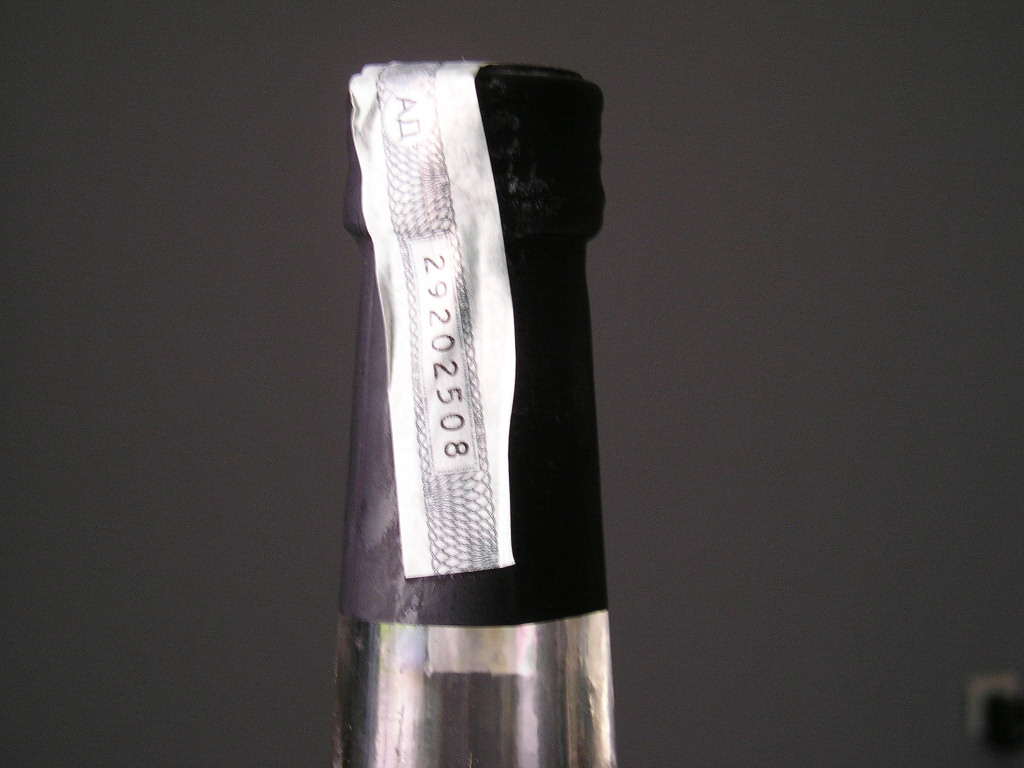
Болгария: акцизная марка на бутылке с алкоголем
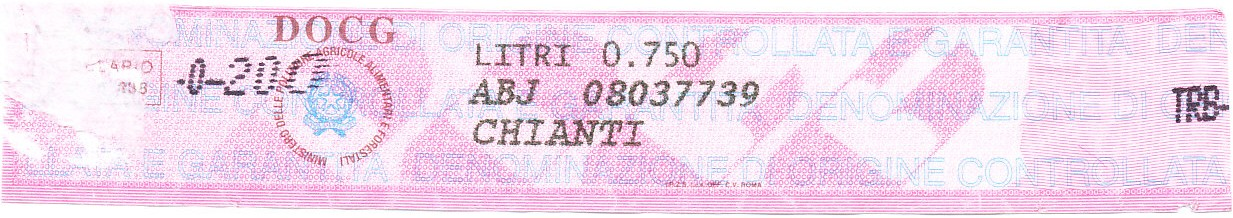
Италия: акцизная марка для вина с пометкой DOCG (предназначена для вин «Кьянти»)

## Коллекционирование
Акцизные марки являются предметом коллекционирования. Некоторые из таких коллекций становятся известны сами по себе, именно как уникальные собрания. К примеру, коллекция акцизных марок, собранная жителем Питтсбурга (Пенсильвания, США) Робертом Канлиффом (англ. Robert H. Cunliffe), который увлёкся коллекционированием марок в возрасте трёх лет и скончался в 2008 году в возрасте 83 лет, в июне 2008 года была продана почти за 2 млн долларов США.